# Arminas Narbekovas
Arminas Narbekovas, född den 28 januari 1965 i Gargždai i Sovjetunionen (nuvarande Litauen), är en litauisk (och tidigare sovjetisk) före detta fotbollsspelare som med det sovjetiska landslaget tog guld vid olympiska sommarspelen 1988 i Seoul.